# Xã Crawford, Quận Clinton, Pennsylvania
Xã Crawford (tiếng Anh: Crawford Township) là một xã thuộc quận Clinton, tiểu bang Pennsylvania, Hoa Kỳ. Năm 2010, dân số của xã này là 939 người.